# Pantà del Pla de Xama
El pantà del Pla de Xama és un pantà artificial situat a la vall Maiola, una petita vall situada al terme municipal de Gimenells i el Pla de la Font, entre el Canal de Vallmanya i el Canal d'Aragó i Catalunya.
Aquesta zona humida, de 9,19 Ha, és interessant sobretot per la seva fauna d'ocells aquàtics i per conservar hàbitats naturals, com canyissars i tamarigars, que introdueixen diversitat en un paisatge molt transformat pels usos agraris. La zona humida inclou tant aquesta bassa artificial d'ús agrícola com la vall situada aigües amunt i aigües avall del pantà, que conserva un extens canyissar i fragments de tamarigars i herbassars humits.
Pel que fa a la vegetació, al pantà es desenvolupa un cinyell de canyís ben constituït, vora el qual apareixen herbassars
humits amb espècies interessants, com alguns limòniums. Als marges del pantà hi ha alguns arbres dispersos, com tamarius, pollancres i oms. Destaca també l'extens canyissar situat aigües amunt del pantà, a l'ample barranc per on hi arriben les aigües. El barranc continua aigües avall del pantà amb hàbitats interessants, com un petit tamarigar amb salzes. A la zona apareixen diversos claps de tamarigar, que constitueixen l'hàbitat d'interès comunitari 92D0 Bosquines i matollars meridionals de rambles, rieres i llocs humits (Nerio-Tamaricetea).
La zona és interessant sobretot per la fauna d'ocells aquàtics associada. S'hi ha detectat nidificació d'arpella (Circus), agró roig (Ardea purpurea), ànec collverd (Anas platyrhynchos), fotja (Fulica atra), etc. També és àrea d'hivernada i repòs per nombroses espècies d'ocells (cabussó emplomallat, etc.). S'hi ha citat tortuga d'estany, tot i que s'ha de confirmar la seva presència actual.
El pantà experimenta variacions dràstiques de nivell de les aigües, per efecte de la captació d'aigües per a usos agrícoles (hi ha una caseta amb bomba d'extracció aigües al costat de la resclosa). A la zona s'hi realitzen cremes periòdiques de vegetació i s'hi practica la caça. Aigües amunt del pantà, vora el barranc, es detecten algunes edificacions d'ús agrícola que podrien amagar captacions d'aigües no legalitzades.